# قورباغه‌های آبشاری
قورباغه‌های آبشاری (نام علمی: Amolops) نام یک سرده از خانواده قورباغه‌های اصلی است.